# Miconia heterothrix
Miconia heterothrix är en tvåhjärtbladig växtart som beskrevs av Henry Allan Gleason och John Julius Wurdack. Miconia heterothrix ingår i släktet Miconia och familjen Melastomataceae. Inga underarter finns listade i Catalogue of Life.